# Alan Stivell
Alan Stivell, seudónimo de Alan Cochevelou (6 de enero de 1944), es un cantautor y arpista francés de Bretaña, conocido por fusionar la música tradicional bretona con sonidos contemporáneos como el rock, así como con las músicas de otros países célticos (Escocia, Irlanda, Gales). Las letras de Stivell están escritas en gran variedad de idiomas: diversas lenguas celtas (principalmente bretón, la lengua de sus padres), francés e inglés. A menudo utiliza dos o más idiomas en un mismo tema.
Stivell ha introducido (o reintroducido, desde su punto de vista) el arpa celta en la música de Bretaña. También ha modernizado dicha música y ha contribuido enormemente a su difusión, tanto nacional como internacional. En sus inicios musicales, Stivell se hizo célebre por sus reelaboraciones del repertorio tradicional, con gran variedad de arreglos y ya entonces una clara influencia de la música gaélica (irlandesa y escocesa) y galesa. Más tarde, Stivell ha ido actualizando progresivamente su música con aportaciones diversas, logrando un estilo de folk-rock a la vez personal y ecléctico, muy sofisticado.
Aunque universalista (en sus grabaciones expresa a menudo su fe en la unidad y la reconciliación de todos los seres humanos) es asimismo un ferviente defensor de la autodeterminación bretona y del panceltismo. Algunos le reprochan, como al resto de panceltistas, su adscripción a un modelo romántico y erróneo del folklore bretón basado en una supuesta afinidad con la cultura musical de las islas británicas. Sin embargo, el valor de su obra y su importancia en la revitalización de la música de su tierra son hechos indiscutibles.
Su nombre artístico, Stivell, significa en bretón «manantial que brota con fuerza».

## Inicios
La familia de Stivell es originaria de Gourin y de Pontivy, ambos en el departamento de Morbihan en Bretaña, pero él nace el 6 de enero de 1944 en Riom (departamento de Puy-de-Dôme, en la región de Auvernia, en Francia), donde vive durante algunos meses antes de trasladarse a París. Allí pasa su juventud, con frecuentes pero breves estancias en Bretaña. 
En París inicia estudios de piano a los cinco años de edad. Su vocación posterior procede de un sueño de su padre, Georges Cochevelou: fabricar un arpa celta (telenn gentañ), instrumento olvidado en la música tradicional de Bretaña desde la Edad Media. El prototipo recreado por su padre le incita a asistir a clases de interpretación, recibiendo las enseñanzas de la célebre arpista Denise Mégevand (1917-2004). Los arreglos de temas folklóricos, escritos por su profesora y por su padre, generan en Alan una pasión por Bretaña y la cultura celta que no disminuirá jamás.

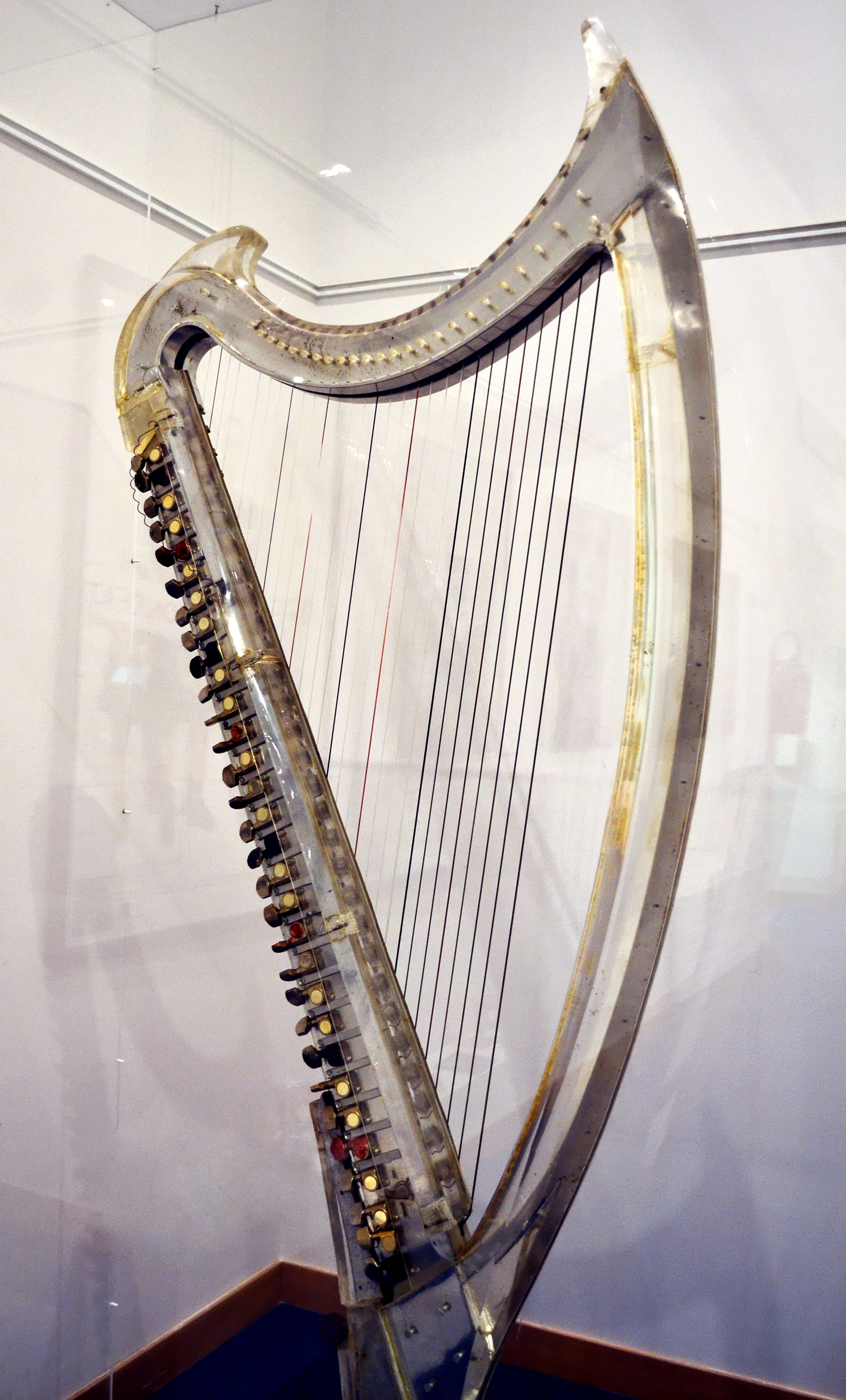
"Harpe de cristal", arpa celta eléctrico (Leo Goas-Stivell, 1987)

En 1953 toca el arpa en la Casa de Bretaña de París e inicia su aprendizaje del idioma bretón, interesándose igualmente en el idioma galés, el gaélico escocés y la mitología celta. Actúa igualmente en la UNESCO y en la Catedral de Vannes. En 1954 se incorpora a la bagad Bleimor y aprende el uso de otros dos instrumentos, la gaita y la bombarda. En 1955 sus conciertos se hacen más regulares y actúa como telonero de Line Renaud en el Teatro Olympia de París. En 1959 graba su primer disco de 45 rpm, Musique Gaélique (Música Gaélica). Se convierte en Penn-Soner (primer gaitero) de la bagad Bleimor a principios de los años 60, así como en campeón de gaita de Bretaña en las categorías de dúo y de bagad.
En 1963 graba su primer disco a 33 rpm, un disco instrumental en solitario (Telenn Geltiek - Harpe Celtique) bajo su nombre real, Alan Cochevelou. En 1966 recupera su actividad en los escenarios (a destacar su actuación en el Centro Americano de París), pero esta vez ya como cantante. Su creciente notoriedad le permite acudir como invitado a las emisoras radiofónicas.
En 1967 firma un contrato en exclusiva con Philips-Fontana (Universal Music Group) y deviene profesional. Ese mismo año graba el apartado «arpa» en el disco de Graeme Allwright Joue, joue, joue. Hace ya muchas giras, especialmente en solitario, pero también en compañía de otros habituales del Centro Americano de París. Es entonces cuando adopta el nombre artístico de Alan Stivell. En 1968 graba dos discos sencillos y ofrece diversas actuaciones (incluyendo una en la Universidad de La Sorbona, en huelga, durante el Mayo francés). Actúa como telonero de los The Moody Blues en el Queen Elisabeth Hall de Londres. En 1970 graba el sencillo Brocéliande - Son ar Chistr y luego el álbum Reflets (Reflejos), iniciando un fenómeno que revolucionará la música de Bretaña e influirá poderosamente en las tradiciones musicales de otros países célticos.

## Trayectoria profesional

### Años 70

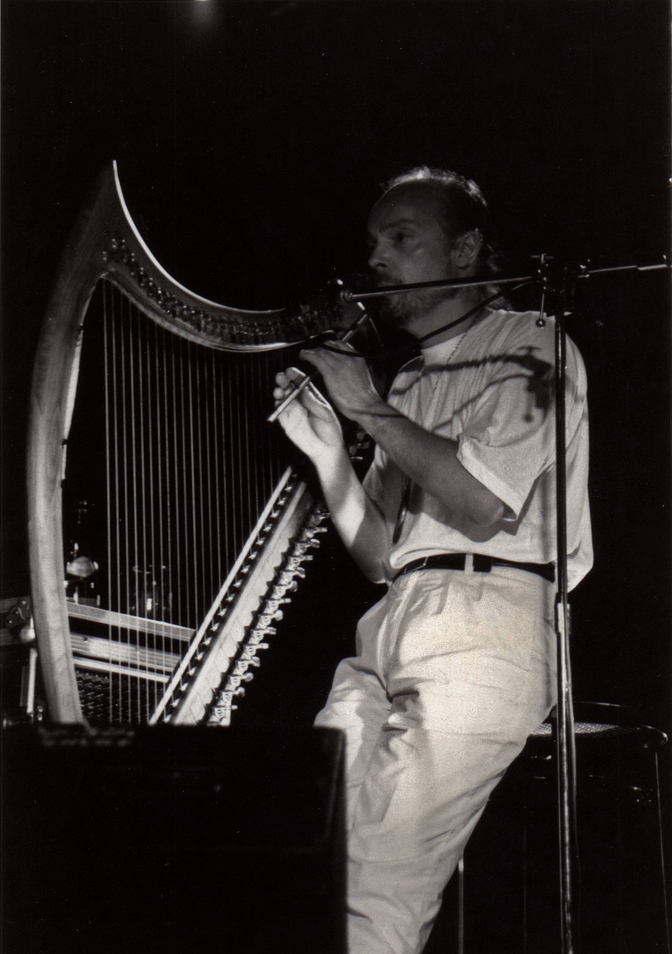
Festival Dolceacqua, Italia, 1991

En diciembre de 1971 aparece un álbum emblemático, Renaissance de la Harpe Celtique (Renacimiento del Arpa Celta), que recibe el premio de la Academia Charles Cros y se convierte en disco de culto, especialmente en los Estados Unidos. El 28 de febrero de ese mismo año da un concierto en el Olympia de París, acompañado por el guitarrista Dan Ar Braz especialmente. El éxito de este concierto es amplificado por una retransmisión radiofónica y por un disco del que se venden 1.500.000 ejemplares. Stivell es reconocido nacional e internacionalmente. Su estilo de "pop celta" es imitado, surgiendo así una nueva generación músicos y cantautores bretones. El sencillo Pop Plinn marca una innovación importante: por primera vez, la guitarra eléctrica tocando un tema musical Breton. Por lo tanto, la conciencia ocurre en los Bretones y los franceses y música bretona se puso de moda: Tri martolod se convierte en un himno unificador, el Suite Sudarmoricaine mantiene posiciones de liderazgo de las radios francesas.
En 1973, tras una actuación de tres semanas en la Sala Bobino de París, graba el disco Chemins de Terre (Caminos de Tierra), muy celebrado por la crítica (la revista británica Melody Maker lo nombra disco del año) y cuyo éxito comercial rápidamente hace de él un disco de oro. Sus conciertos en directo prosiguen en toda Francia y también en el extranjero (Canadá, Reino Unido).
En 1974 graba el disco E Langonned (En Langonnet) y Stivell emprende una gira por América del Norte. En 1975 aparece E Dulenn (En Dublín) un álbum grabado en directo en el National Stadium de Dublín. El Palacio de Deportes de París le recibe durante diez días con gran éxito de público. En E Dulenn aparecen los primeros textos reivindicativos de Stivell (Délivrance).
En 1976 graba Trema'n Inis (Hacia la Isla), un homenaje a su padre recientemente fallecido. En los años siguientes se sucederán los discos Raok Dilestra - Avant d’Accoster (Antes de Atracar) y Un Dewezh 'Barzh 'Gêr (Un Día en Casa). Por estas fechas su guitarrista y compañero de conciertos Dan Ar Braz inicia una carrera en solitario que desembocará en su aclamado proyecto L'Héritage des Celtes (La Herencia de los Celtas). 
En 1977 realiza una gira multitudinaria por Australia. En 1979 graba en directo el disco Tro Ar Bed (International Tour). Ese mismo año publica también la Symphonie celtique – Tir na nOg (Sinfonía Celta), en la que se acompaña de músicos de muy diversos orígenes y traduce sus textos a múltiples lenguas: tibetano, algonquino, sánscrito, bereber y gaélico irlandés.
En 1980 la Sinfonía Celta es tocada por 300 músicos en el Festival Intercéltico de Lorient, ante 10 000 espectadores.

### Años 80
La presencia de Alan Stivell se reduce en los escenarios franceses. Sin embargo, realiza giras por varios países (Alemania, Estados Unidos, Italia). En este último país, así como en Australia, sus conciertos alcanzan gran éxito de público: 14.000 espectadores en Milán o 12.000 en Roma.
En esta época sólo produce tres discos. En 1981 graba Terre des Vivants, un álbum de sonoridades cercanas al rock. Légende surge dos años después, en 1983, y supone una evolución hacia la música electrónica y ambiental. Este último disco tiene gran éxito en los Estados Unidos.
En 1985 Stivell ultima la creación de un nuevo instrumento: el arpa eléctrica. Esta puede escucharse en su disco Harpes du Nouvel Âge, del mismo año.

### Años 90

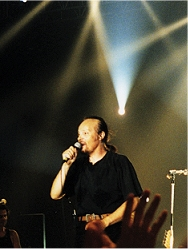
Alan Stivell durante un concierto en Lorient (Festival Intercéltico 1998).

En 1991 Stivell graba The Mist of Avalon, con 16 temas inspirados en las leyendas del ciclo artúrico.
En 1993 edita Again, una recopilación de temas emblemáticos versionados y actualizados, e invita para ello a otros destacados artistas: Dan Ar Braz, Kate Bush, Shane MacGowan, Laurent Voulzy, Gillan O'Donovan, Yann-Fañch Kemener, Gilles Servat, James Word, Doudou N'diaye Rose, Robert le Gall, Davy Spillane, etc. El disco es un éxito y vende 300.000 ejemplares.
En 1994, Stivell recibe el collar de la Orden del Armiño en Vannes, en reconocimiento a su labor de difusión de la cultura bretona.
Un año más tarde graba el disco Brian Boru, con arreglos muy actuales e incluso una composición basada en el hip hop (Let the Plinn). El tema que da nombre al disco es un alegato a favor de la paz en Irlanda del Norte y una referencia a Brian Boru, rey de Irlanda en el siglo XI y forjador de la unidad de sus tribus. Parlament Lament es un tema dedicado al Parlamento de Bretaña en Rennes, incendiado fortuitamente el 4 de febrero de 1994.
En 1998 publica 1 Douar (1 Tierra), un disco multiétnico y con algunos temas cercanos a la world music, en el que invita a Youssou N'Dour, Cheb Khaled, Jim Kerr (del grupo Simple Minds), John Cale, Paddy Moloney (miembro de The Chieftains) y otros artistas.
El 16 de marzo de 1999 participa en un macroconcierto en el Palacio Omnisport de París, junto a L'Héritage des Celtes y otros importantes músicos bretones. La actuación es recogida en un doble CD, Bretagnes à Bercy.

### Del año 2000 a la actualidad
En el 2000 graba Back to Breizh (Regreso a Bretaña), un disco especialmente reivindicativo donde aparece nuevamente el hip hop con el tema Ceux Qui Sement la Mort.
Au-delà des Mots (Más Allá de las Palabras), publicado en 2002, es una obra instrumental en la que las arpas asumen un papel protagonista. Stivell presenta en él una nueva aproximación al instrumento, mezclando arpas acústicas y eléctricas.
En 2004, para celebrar el cincuenta aniversario de la renovación del arpa celta en Bretaña, Alan Stivell y Jean-Noël Verdier editan un libro que explica la historia de este instrumento: Telenn, la Harpe Bretonne (Telenn, el Arpa Bretona). En el mismo año se publica un CD-DVD titulado Parcours, mezcla de reediciones y de novedades inesperadas, que obtiene un gran éxito (DVD de oro).

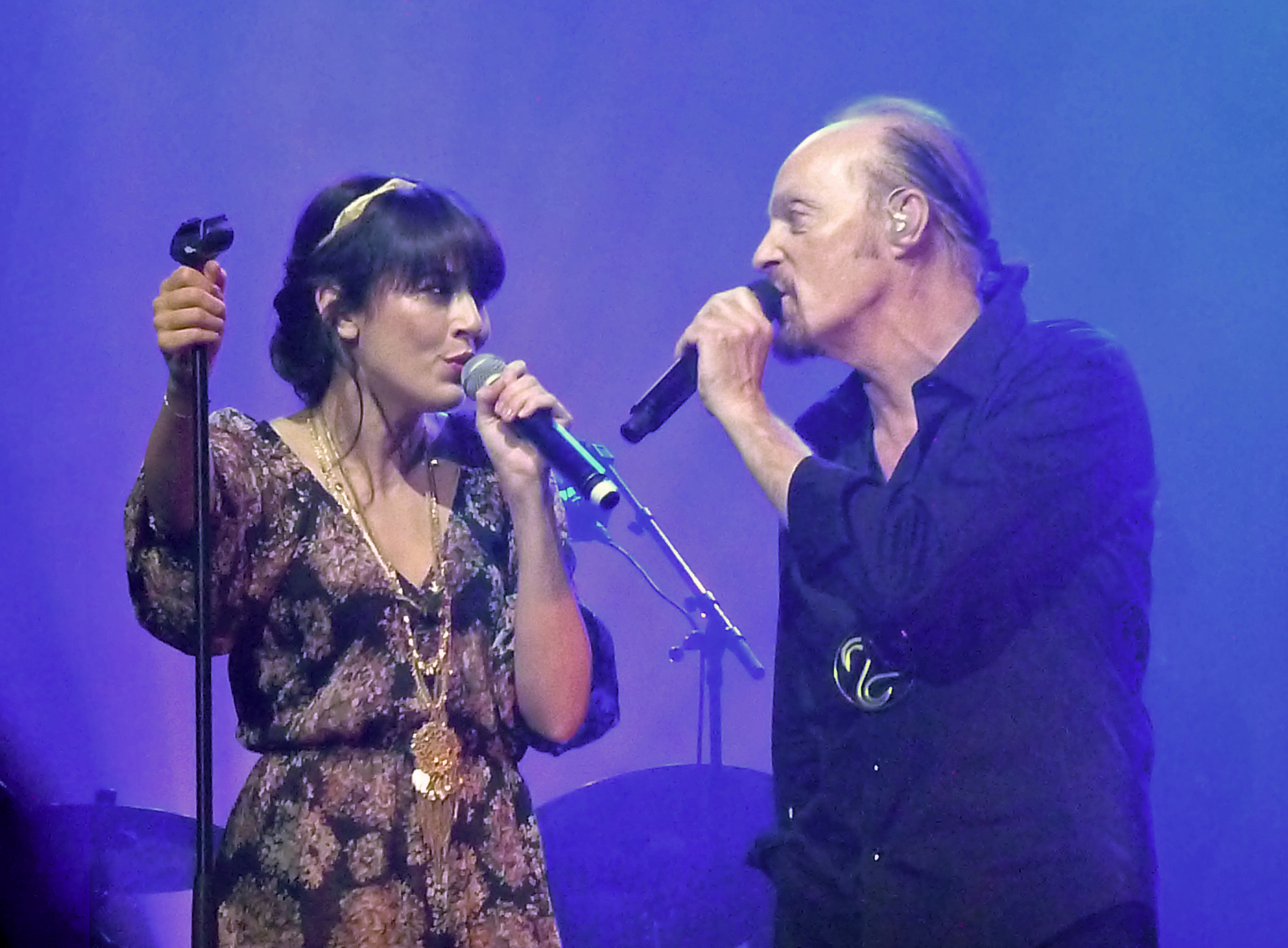
Alan Stivell y Nolwenn Leroy en el Olympia de París en 2012.

En marzo de 2006 graba su álbum número 22, Explore. Es su disco más experimental (en parte ajeno a una sonoridad celta identificable como tal) y desarrolla plenamente la fusión electrónica ya entrevista en álbumes precedentes. Explore incorpora la gaita electrónica y un nuevo prototipo de arpa eléctrica. Recibe buenas críticas en Francia y en el extranjero. 
En octubre de 2009 publica un nuevo álbum, Emerald, donde la electrónica pierde protagonismo y en el que Stivell retoma sus orígenes folk-rock, aunque sin abandonar los frutos obtenidos en sus últimos experimentos musicales.
Para el cuadragésimo aniversario de su concierto en el Olympia de París, Universal publica un disco recopilatorio incluye una nueva expedición de 1972 y Alan Stivell se produce de nuevo en el mítico Olympia pabellón 16 de febrero de 2012. Este concierto parece en CD / DVD al 22 de julio de 2012 (40th anniversary Olympia 2012).

## Ideología
Stivell, que se considera francés pero sobre todo bretón, es favorable a una amplia autonomía de Bretaña dentro de Francia, similar a la que disfrutan Escocia y Gales en el Reino Unido o Cataluña, Galicia y País Vasco en España.

## Discografía
(Recopilaciones excluidas)

### Álbumes
- 1964: Telenn Geltiek: Harpe celtique ¹
- 1970: Reflets
- 1972: Renaissance de la Harpe Celtique
- 1972: A l'Olympia (en directo)
- 1973: Chemins de Terre
- 1974: E Langonned
- 1975: E Dulenn (en directo en Dublín)
- 1976: Trema'n Inis - Vers l'Île
- 1977: Raok Dilestra - Avant d'Accoster / Before landing
- 1978: Un dewezh 'barzh 'gêr - Journée à la maison
- 1979: Tro ar Bed - International tour (en directo)
- 1980: Symphonie Celtique - Tir na nOg
- 1981: Terre des vivants - Bed an dud vew
- 1983: Legend - Mojenn
- 1985: Harpes du Nouvel âge
- 1991: The Mist of Avalon
- 1993: Again
- 1995: Brian Boru
- 1998: 1 Douar
- 2000: Back to Breizh
- 2002: Au-delà des mots - En tu-hont d'ar c'homzoù - Beyond words
- 2006: Explore
- 2009: Emerald
- 2015: AMzer: seasons
- 2018: Human~Kelt

¹ reedición en 1994 en CD de dos antiguos discos de vinilo grabados en 1959, 1963 y 1964

### Intereses
- 1999: Bretagnes à Bercy (en directo, DVD)
- 2003: Nuit Celtique II au Stade de France (en directo, DVD)
- 2013 : 40th Anniversary Olympia 2012 (en directo, DVD)

### Colaboraciones
- 1964: Bagad Bleimor
- 1966: Graeme Allwright
- 1973: Sœurs Goadec - Ar C'hoarezed Goadeg (À Bobino)
- 1981: Maria del Mar Bonet (Jardi Tancat)
- 1983: Angelo Branduardi (Cercando l’Oro)
- 1989: Kate Bush (Sensual World)
- 1994: Glenmor (An Distro «Y aquí está mi tierra»)
- 1999: Soïg Sibéril (Gwenojenn)
- 2003 : Carlos Nuñez (Almas de Fisterra)
- 2012 : Pat O'May (Celtic Wings)